# Āpastamba
Āpastamba (entre el 510 y el 240 a. C.) fue un religioso hinduista y matemático indio. Se desconoce dónde nació o dónde vivió. Los estudiosos tampoco coinciden en la datación de sus obras.
Es probable que fuera un clérigo de la religión védica (una religión ritualista que desapareció para dar lugar a la más mística religión hinduista).
Se sabe que pertenecía a una familia de brahmanes de la secta védica Taitiríia, que se dedicaban a la repetición del Krisna-iáyur-veda (‘el veda negro de los sacrificios’).

## Obras
Compuso al menos parte de un extenso texto llamado Kalpa-sutra. El texto completo se atribuye a Āpastamba, pero el indólogo indio Pandurang Vaman Kane (1880-1972) afirma que con respecto a esta autoría hay una diferencia de opiniones entre los distintos indólogos.
Kane logró datar el Dharma-sutra (una de las partes del Kalpa-sutra) entre el 450 y el 350 a. C.
Otra parte del Kalpa-sutra es el Apastamba-srauta-sutra, que es la más conocida de las obras Sulba-sutras, que son libros sobre la construcción de altares y sobre las formas de los lugares y fuegos rituales para los sacrificios. Escritos en forma de aforismos, abordaban temas como la conversión de espacios circulares en cuadrados con la misma superficie o la construcción de cuadrados sobre la diagonal de otro cuadrado, etc.
El Sulba-sutra de Apastamba contiene 223 sutras (aforismos), divididos en seis capítulos, y presenta esencialmente el mismo contenido que el Sulba-sutra de Baudhaiana.
A pesar de tener el mismo contenido que el Sulba-sutra de Baudhaiana, contiene algunas características originales que vale la pena reseñar:
El estilo aforístico los Sulba-utras solo proporciona fórmulas para hacer determinadas construcciones sin explicar el procedimiento por el que se obtuvieron estas fórmulas (lo que hoy se llamaría una demostración). Posiblemente obtenían los datos midiendo de manera empírica (sin fórmulas teóricas). No obstante, Apastamba, en algunos pasajes (como el sutra 5.7) muestra razonamientos comparables a una demostración.
En esta obra primitiva ―quizás contemporánea al geómetra griego Pitágoras (572-497 a. C.)― se encuentran reglas para la construcción de ángulos rectos (para la construcción de altares perfectamente cuadrados, lo cual era necesario para los rituales místicos) por medio de ternas de cuerdas. En los sutras 5.2 a 5.6, proporciona una lista de ternas pitagóricas y muestra su utilización en la construcción de triángulos rectángulos. La lista de ternas ―aparte de la conocida 3, 4, y 5― incluye las siguientes:
- 5, 12, 13
- 12, 16, 20
- 8, 15, 17
- 15, 20, 25
- 12, 35, 37
- 15, 36, 39
- 5/2, 6, 13/2
- 15/2, 10, 25/2

También aparece una regla que recuerda a los elementos de Euclides. Es la siguiente:

Para construir un cuadrado equivalente (en área) a un rectángulo ABCD, llévense los lados menores sobre los mayores de manera que AF=AB=BE=CD y trácese la recta HG mediatriz de los segmentos CE y DF; prolónguese EF hasta K, GH hasta L y AB hasta M de manera que FK=HL=FH=HM, y trácese la recta LKM. Constrúyase ahora una rectángulo con diagonal igual a LG y con su lado más corto igual a HF; entonces el lado más largo de este rectángulo es el lado x del cuadrado buscado.
Apastamba-srauta-sutra